# Circondario di Lussino
Il circondario di Lussino era uno dei circondari in cui era suddivisa la provincia dell'Istria.

## Storia
Il circondario venne istituito nel 1923 in seguito alla riorganizzazione amministrativa dei territori annessi al Regno d'Italia dopo la prima guerra mondiale; si estendeva sul territorio degli ex distretti giudiziari di Lussino e Cherso.
Il circondario di Lussino venne soppresso nel 1927 come tutti i circondari italiani.

## Geografia antropica

### Suddivisioni amministrative
All'atto dell'istituzione il circondario era così composto:
- mandamento di Lussino
  - comuni di Lussingrande; Lussinpiccolo; Ossero
- mandamento di Cherso
  - comune di Cherso